# Hypnum austro-salebrosum
Hypnum austro-salebrosum là một loài Rêu trong họ Hypnaceae. Loài này được Müll. Hal. mô tả khoa học đầu tiên năm 1883.